# Lee Carsley
Lee Kevin Carsley (Birmingham, 28 febbraio 1974) è un allenatore di calcio ed ex calciatore irlandese, di ruolo centrocampista, commissario tecnico della nazionale Under-21 inglese.

## Carriera

### Allenatore
Il 9 agosto 2024 viene assunto come allenatore ad interim dell'Inghilterra.

## Statistiche

### Cronologia presenze e reti in nazionale
| Cronologia completa delle presenze e delle reti in nazionale ― Irlanda | Cronologia completa delle presenze e delle reti in nazionale ― Irlanda | Cronologia completa delle presenze e delle reti in nazionale ― Irlanda | Cronologia completa delle presenze e delle reti in nazionale ― Irlanda | Cronologia completa delle presenze e delle reti in nazionale ― Irlanda | Cronologia completa delle presenze e delle reti in nazionale ― Irlanda | Cronologia completa delle presenze e delle reti in nazionale ― Irlanda | Cronologia completa delle presenze e delle reti in nazionale ― Irlanda |
| Data                                                                   | Città                                                                  | In casa                                                                | Risultato                                                              | Ospiti                                                                 | Competizione                                                           | Reti                                                                   | Note                                                                   |
| ---------------------------------------------------------------------- | ---------------------------------------------------------------------- | ---------------------------------------------------------------------- | ---------------------------------------------------------------------- | ---------------------------------------------------------------------- | ---------------------------------------------------------------------- | ---------------------------------------------------------------------- | ---------------------------------------------------------------------- |
| 11-10-1997                                                             | Dublino                                                                | Irlanda                                                                | 1 – 1                                                                  | Romania                                                                | Qual. Mondiali 1998                                                    | -                                                                      |                                                                        |
| 29-10-1997                                                             | Dublino                                                                | Irlanda                                                                | 1 – 1                                                                  | Belgio                                                                 | Qual. Mondiali 1998                                                    | -                                                                      | 89’                                                                    |
| 15-11-1997                                                             | Bruxelles                                                              | Belgio                                                                 | 2 – 1                                                                  | Irlanda                                                                | Qual. Mondiali 1998                                                    | -                                                                      |                                                                        |
| 25-3-1998                                                              | Olomouc                                                                | Rep. Ceca                                                              | 2 – 1                                                                  | Irlanda                                                                | Amichevole                                                             | -                                                                      | 85’                                                                    |
| 22-4-1998                                                              | Dublino                                                                | Irlanda                                                                | 0 – 2                                                                  | Argentina                                                              | Amichevole                                                             | -                                                                      |                                                                        |
| 23-5-1998                                                              | Dublino                                                                | Irlanda                                                                | 0 – 0                                                                  | Messico                                                                | Amichevole                                                             | -                                                                      |                                                                        |
| 5-9-1998                                                               | Dublino                                                                | Irlanda                                                                | 2 – 0                                                                  | Croazia                                                                | Qual. Euro 2000                                                        | -                                                                      | 62’                                                                    |
| 14-10-1998                                                             | Dublino                                                                | Irlanda                                                                | 5 – 0                                                                  | Malta                                                                  | Qual. Euro 2000                                                        | -                                                                      | 85’                                                                    |
| 10-2-1999                                                              | Dublino                                                                | Irlanda                                                                | 2 – 0                                                                  | Paraguay                                                               | Amichevole                                                             | -                                                                      | 67’                                                                    |
| 29-5-1999                                                              | Dublino                                                                | Irlanda                                                                | 0 – 1                                                                  | Irlanda del Nord                                                       | Amichevole                                                             | -                                                                      | 46’                                                                    |
| 9-6-1999                                                               | Dublino                                                                | Irlanda                                                                | 1 – 0                                                                  | Macedonia                                                              | Qual. Euro 2000                                                        | -                                                                      |                                                                        |
| 1-9-1999                                                               | Dublino                                                                | Irlanda                                                                | 2 – 1                                                                  | Jugoslavia                                                             | Qual. Euro 2000                                                        | -                                                                      | 69’                                                                    |
| 4-9-1999                                                               | Zagabria                                                               | Croazia                                                                | 1 – 0                                                                  | Irlanda                                                                | Qual. Euro 2000                                                        | -                                                                      | 37’                                                                    |
| 8-9-1999                                                               | Ta' Qali                                                               | Malta                                                                  | 2 – 3                                                                  | Irlanda                                                                | Qual. Euro 2000                                                        | -                                                                      |                                                                        |
| 13-11-1999                                                             | Dublino                                                                | Irlanda                                                                | 1 – 1                                                                  | Turchia                                                                | Qual. Euro 2000                                                        | -                                                                      |                                                                        |
| 17-11-1999                                                             | Bursa                                                                  | Turchia                                                                | 0 – 0                                                                  | Irlanda                                                                | Qual. Euro 2000                                                        | -                                                                      |                                                                        |
| 15-11-2000                                                             | Dublino                                                                | Irlanda                                                                | 3 – 0                                                                  | Finlandia                                                              | Amichevole                                                             | -                                                                      | 46’                                                                    |
| 15-8-2001                                                              | Dublino                                                                | Irlanda                                                                | 2 – 2                                                                  | Croazia                                                                | Amichevole                                                             | -                                                                      |                                                                        |
| 6-10-2001                                                              | Dublino                                                                | Irlanda                                                                | 4 – 0                                                                  | Cipro                                                                  | Qual. Mondiali 2002                                                    | -                                                                      | 64’                                                                    |
| 13-2-2002                                                              | Dublino                                                                | Irlanda                                                                | 2 – 0                                                                  | Russia                                                                 | Amichevole                                                             | -                                                                      | 19’                                                                    |
| 11-6-2002                                                              | Yokohama                                                               | Arabia Saudita                                                         | 0 – 3                                                                  | Irlanda                                                                | Mondiali 2002 - 1º turno                                               | -                                                                      | 89’                                                                    |
| 21-8-2002                                                              | Helsinki                                                               | Finlandia                                                              | 0 – 3                                                                  | Irlanda                                                                | Amichevole                                                             | -                                                                      | 86’                                                                    |
| 20-11-2002                                                             | Atene                                                                  | Grecia                                                                 | 0 – 0                                                                  | Irlanda                                                                | Amichevole                                                             | -                                                                      |                                                                        |
| 12-2-2003                                                              | Glasgow                                                                | Scozia                                                                 | 0 – 2                                                                  | Irlanda                                                                | Amichevole                                                             | -                                                                      | 78’                                                                    |
| 29-3-2003                                                              | Tbilisi                                                                | Georgia                                                                | 1 – 2                                                                  | Irlanda                                                                | Qual. Euro 2004                                                        | -                                                                      |                                                                        |
| 2-4-2003                                                               | Tirana                                                                 | Albania                                                                | 0 – 0                                                                  | Irlanda                                                                | Qual. Euro 2004                                                        | -                                                                      |                                                                        |
| 30-4-2003                                                              | Dublino                                                                | Irlanda                                                                | 1 – 0                                                                  | Norvegia                                                               | Amichevole                                                             | -                                                                      | 65’                                                                    |
| 7-6-2003                                                               | Dublino                                                                | Irlanda                                                                | 2 – 1                                                                  | Albania                                                                | Qual. Euro 2004                                                        | -                                                                      | 55’                                                                    |
| 11-6-2003                                                              | Dublino                                                                | Irlanda                                                                | 2 – 0                                                                  | Georgia                                                                | Qual. Euro 2004                                                        | -                                                                      |                                                                        |
| 6-9-2003                                                               | Dublino                                                                | Irlanda                                                                | 1 – 1                                                                  | Russia                                                                 | Qual. Euro 2004                                                        | -                                                                      | 46’                                                                    |
| 11-10-2006                                                             | Dublino                                                                | Irlanda                                                                | 1 – 1                                                                  | Rep. Ceca                                                              | Qual. Euro 2008                                                        | -                                                                      | 84’                                                                    |
| 15-11-2006                                                             | Dublino                                                                | Irlanda                                                                | 5 – 0                                                                  | San Marino                                                             | Qual. Euro 2008                                                        | -                                                                      | 50’                                                                    |
| 7-2-2007                                                               | Serravalle                                                             | San Marino                                                             | 1 – 2                                                                  | Irlanda                                                                | Qual. Euro 2008                                                        | -                                                                      |                                                                        |
| 24-3-2007                                                              | Dublino                                                                | Irlanda                                                                | 1 – 0                                                                  | Galles                                                                 | Qual. Euro 2008                                                        | -                                                                      |                                                                        |
| 28-3-2007                                                              | Dublino                                                                | Irlanda                                                                | 1 – 0                                                                  | Slovacchia                                                             | Qual. Euro 2008                                                        | -                                                                      |                                                                        |
| 8-9-2007                                                               | Bratislava                                                             | Slovacchia                                                             | 2 – 2                                                                  | Irlanda                                                                | Qual. Euro 2008                                                        | -                                                                      |                                                                        |
| 12-9-2007                                                              | Praga                                                                  | Rep. Ceca                                                              | 1 – 0                                                                  | Irlanda                                                                | Qual. Euro 2008                                                        | -                                                                      | 82’                                                                    |
| 13-10-2007                                                             | Dublino                                                                | Irlanda                                                                | 0 – 0                                                                  | Germania                                                               | Qual. Euro 2008                                                        | -                                                                      | 36’                                                                    |
| 17-11-2007                                                             | Cardiff                                                                | Galles                                                                 | 2 – 2                                                                  | Irlanda                                                                | Qual. Euro 2008                                                        | -                                                                      |                                                                        |
| 6-2-2008                                                               | Dublino                                                                | Irlanda                                                                | 0 – 1                                                                  | Brasile                                                                | Amichevole                                                             | -                                                                      |                                                                        |
| Totale                                                                 |                                                                        | Presenze                                                               | 39                                                                     |                                                                        | Reti                                                                   | 0                                                                      |                                                                        |

## Statistiche
Statistiche aggiornate al 28 giugno 2025.

### Statistiche da allenatore

#### Club
| Stagione        | Squadra         | Campionato      | Campionato | Campionato | Campionato | Campionato | Coppe nazionali | Coppe nazionali | Coppe nazionali | Coppe nazionali | Coppe nazionali | Coppe continentali | Coppe continentali | Coppe continentali | Coppe continentali | Coppe continentali | Altre coppe | Altre coppe | Altre coppe | Altre coppe | Altre coppe | Totale | Totale | Totale | Totale | % Vittorie | Piazzamento |
| Stagione        | Squadra         | Comp            | G          | V          | N          | P          | Comp            | G               | V               | N               | P               | Comp               | G                  | V                  | N                  | P                  | Comp        | G           | V           | N           | P           | G      | V      | N      | P      | %          | Piazzamento |
| --------------- | --------------- | --------------- | ---------- | ---------- | ---------- | ---------- | --------------- | --------------- | --------------- | --------------- | --------------- | ------------------ | ------------------ | ------------------ | ------------------ | ------------------ | ----------- | ----------- | ----------- | ----------- | ----------- | ------ | ------ | ------ | ------ | ---------- | ----------- |
| feb.-mar. 2013  | Coventry City   | FL1             | 4          | 2          | 0          | 2          | FACup+CdL       | -               | -               | -               | -               | -                  | -                  | -                  | -                  | -                  | FLT         | 1           | 1           | 0           | 0           | 5      | 3      | 0      | 2      | 60,00      | Ad interim  |
| set.-nov. 2015  | Brentford       | FLC             | 10         | 5          | 2          | 3          | FACup+CdL       | -               | -               | -               | -               | -                  | -                  | -                  | -                  | -                  | -           | -           | -           | -           | -           | 10     | 5      | 2      | 3      | 50,00      | Ad interim  |
| set. 2017       | Birmingham City | FLC             | 3          | 1          | 1          | 1          | FACup+CdL       | -               | -               | -               | -               | -                  | -                  | -                  | -                  | -                  | -           | -           | -           | -           | -           | 3      | 1      | 1      | 1      | 33,33      | Ad interim  |
| Totale carriera | Totale carriera | Totale carriera | 17         | 8          | 3          | 6          |                 | -               | -               | -               | -               |                    | -                  | -                  | -                  | -                  |             | -           | -           | -           | -           | 18     | 9      | 3      | 6      | 50,00      |             |

#### Nazionale
| Squadra          | Naz                    | dal               | al               | Record | Record | Record | Record     | Record | Record | Record | Record  |
| G                | V                      | N                 | P                | GF     | GS     | DR     | % Vittorie |        |        |        |         |
| ---------------- | ---------------------- | ----------------- | ---------------- | ------ | ------ | ------ | ---------- | ------ | ------ | ------ | ------- |
| Inghilterra U-20 | Inghilterra (bandiera) | 24 settembre 2020 | 26 luglio 2021   | 1      | 1      | 0      | 0          | 2      | 0      | +2     | 100,00& |
| Inghilterra U-21 | Inghilterra (bandiera) | 27 luglio 2021    | in corso         | 37     | 28     | 2      | 7          | 100    | 34     | +66    | 75,68   |
| Inghilterra      | Inghilterra (bandiera) | 9 agosto 2024     | 31 dicembre 2024 | 6      | 5      | 0      | 1          | 16     | 3      | +13    | 83,33   |
| Totale           | Totale                 | Totale            | Totale           | 44     | 34     | 2      | 8          | 118    | 37     | +81    | 77,27   |

#### Nazionale inglese
| 2024               | Inghilterra ad interim | UEFA Nations League 2024-2025 | 1° nel Gruppo 2 della Lega B, promosso in Lega A | 6 | 5 | 0 | 1 | 83,33 | 16 | 3 | +13 |
| Totale Inghilterra | Totale Inghilterra     | Totale Inghilterra            | Totale Inghilterra                               | 6 | 5 | 0 | 1 | 83,33 | 16 | 3 | +13 |

#### Nazionale inglese Under-21
| 2021                    | Inghilterra U-21        | Qual. Euro U-21 2023    | 1º nel Gruppo 7, qualificato | 4  | 3  | 1 | 0 | 75,00   | 8   | 3  | +5  |
| 2022                    | Inghilterra U-21        | Qual. Euro U-21 2023    | 1º nel Gruppo 7, qualificato | 6  | 5  | 0 | 1 | 83,33   | 18  | 4  | +14 |
| giu.-lug. 2023          | Inghilterra U-21        | Euro U-21 2023          | Vincitore                    | 6  | 6  | 0 | 0 | 100,00& | 11  | 0  | +11 |
| 2023                    | Inghilterra U-21        | Qual. Euro U-21 2025    | 1º nel Gruppo 6, qualificato | 5  | 4  | 0 | 1 | 80,00   | 20  | 4  | +16 |
| 2024                    | Inghilterra U-21        | Qual. Euro U-21 2025    | 1º nel Gruppo 6, qualificato | 2  | 2  | 0 | 0 | 100,00& | 12  | 1  | +11 |
| giu. 2025               | Inghilterra U-21        | Euro U-21 2025          | Vincitore                    | 6  | 4  | 1 | 1 | 66,67   | 12  | 7  | +5  |
| Dal 2021 a oggi         | Inghilterra U-21        | Amichevoli              |                              | 8  | 4  | 0 | 4 | 50,00   | 19  | 15 | +3  |
| Totale Inghilterra U-21 | Totale Inghilterra U-21 | Totale Inghilterra U-21 | Totale Inghilterra U-21      | 37 | 28 | 2 | 7 | 75,68   | 100 | 34 | +66 |

#### Panchine da commissario tecnico della nazionale inglese
| Cronologia completa delle presenze e delle reti in nazionale ― Inghilterra | Cronologia completa delle presenze e delle reti in nazionale ― Inghilterra | Cronologia completa delle presenze e delle reti in nazionale ― Inghilterra | Cronologia completa delle presenze e delle reti in nazionale ― Inghilterra | Cronologia completa delle presenze e delle reti in nazionale ― Inghilterra | Cronologia completa delle presenze e delle reti in nazionale ― Inghilterra | Cronologia completa delle presenze e delle reti in nazionale ― Inghilterra          | Cronologia completa delle presenze e delle reti in nazionale ― Inghilterra |
| Data                                                                       | Città                                                                      | In casa                                                                    | Risultato                                                                  | Ospiti                                                                     | Competizione                                                               | Reti                                                                                | Note                                                                       |
| -------------------------------------------------------------------------- | -------------------------------------------------------------------------- | -------------------------------------------------------------------------- | -------------------------------------------------------------------------- | -------------------------------------------------------------------------- | -------------------------------------------------------------------------- | ----------------------------------------------------------------------------------- | -------------------------------------------------------------------------- |
| 7-9-2024                                                                   | Dublino                                                                    | Irlanda                                                                    | 0 – 2                                                                      | Inghilterra                                                                | UEFA Nations League 2024-2025 - Lega B                                     | Declan Rice Jack Grealish                                                           | Cap: H. Kane                                                               |
| 10-9-2024                                                                  | Londra                                                                     | Inghilterra                                                                | 2 – 0                                                                      | Finlandia                                                                  | UEFA Nations League 2024-2025 - Lega B                                     | 2 Harry Kane                                                                        | Cap: H. Kane                                                               |
| 10-10-2024                                                                 | Londra                                                                     | Inghilterra                                                                | 1 – 2                                                                      | Grecia                                                                     | UEFA Nations League 2024-2025 - Lega B                                     | Jude Bellingham                                                                     | Cap: J. Stones                                                             |
| 13-10-2024                                                                 | Helsinki                                                                   | Finlandia                                                                  | 1 – 3                                                                      | Inghilterra                                                                | UEFA Nations League 2024-2025 - Lega B                                     | Jack Grealish Trent Alexander-Arnold Declan Rice                                    | Cap: H. Kane                                                               |
| 14-11-2024                                                                 | Atene                                                                      | Grecia                                                                     | 0 – 3                                                                      | Inghilterra                                                                | UEFA Nations League 2024-2025 - Lega B                                     | Ollie Watkins autorete Curtis Jones                                                 | Cap: K. Walker                                                             |
| 17-11-2024                                                                 | Londra                                                                     | Inghilterra                                                                | 5 – 0                                                                      | Irlanda                                                                    | UEFA Nations League 2024-2025 - Lega B                                     | Harry Kane (rig.) Anthony Gordon Conor Gallagher Jarrod Bowen Taylor Harwood-Bellis | Cap: H. Kane                                                               |
| Totale                                                                     |                                                                            | Presenze                                                                   | 6                                                                          |                                                                            | Reti                                                                       | 16                                                                                  |                                                                            |

## Palmarès

### Allenatore
- Campionato d'Europa Under-21: 2

Romania-Georgia 2023, Slovacchia 2025